# Superclásico
Superclásico är beteckningen på fotbollsmatcherna mellan de argentinska lagen Boca Juniors och River Plate. Betoningen "clásico" kommer från det spanska språket som betyder derby. Prefixet "super" används då Boca Juniors och River Plate är de mest populära och framgångsrika klubbarna i argentinsk fotboll. Enligt viss statistik befaller det att mer än 70% av alla argentinska fotbollsfans supportrar något av de två lagen.

## Statistik

### Totalt rekord
Endast officiella matcher är inkluderade. Uppdaterad 2 januari 2021..
| Typ                           | Tävlingsform             | Matcher spelade | Boca vinster | Oavgjort | River vinster | Boca mål | River mål |
| ----------------------------- | ------------------------ | --------------- | ------------ | -------- | ------------- | -------- | --------- |
| Liga                          | Primera División         | 211             | 77           | 65       | 69            | 288      | 270       |
| Liga                          | Totalt (liga)            | 211             | 77           | 65       | 69            | 288      | 270       |
| Nationella cuper              |                          |                 |              |          |               |          |           |
| Copa Competencia Jockey Club  | 3                        | 0               | 1            | 2        | 3             | 6        |           |
| Copa Centenario de la AFA     | 2                        | 0               | 1            | 1        | 0             | 1        |           |
| Copa Adrián Escobar           | 1                        | 0               | 1            | 0        | 0             | 0        |           |
| Copa de Competencia Británica | 1                        | 1               | 0            | 0        | 2             | 0        |           |
| Supercopa Argentina           | 1                        | 0               | 0            | 1        | 0             | 2        |           |
| Copa de la Liga Profesional   | 3                        | 0               | 3            | 0        | 4             | 4        |           |
| Copa Argentina                | 1                        | 0               | 1            | 0        | 0             | 0        |           |
| Totalt (nationella cuper)     | 12                       | 1               | 7            | 4        | 9             | 13       |           |
| CONMEBOL competitions         |                          |                 |              |          |               |          |           |
| Copa Libertadores             | 28                       | 11              | 8            | 9        | 32            | 26       |           |
| Copa Sudamericana             | 2                        | 0               | 1            | 1        | 0             | 1        |           |
| Supercopa Libertadores        | 2                        | 0               | 2            | 0        | 1             | 1        |           |
| Totalt (CONMEBOL)             | 32                       | 11              | 11           | 10       | 33            | 28       |           |
| Total (official matches)      | Total (official matches) | 255             | 89           | 83       | 83            | 331      | 311       |

Noter
1. ↑  Båda klubbarna spelade bara en semifinal i 1942 års upplaga. Efter att matchen slutade 0–0 kvalificerade River sig till finalen med hörnspark s, enligt tävlingsreglerna.
[4]
2. ↑  In the 2004 edition, River won the second leg 2–1 (so it was listed as a won game). After the series ended 2–2 in goals, Boca qualified to play the finals after a penalty shoot-out.[5]
3. ↑  In the 1994 edition and after the series ended 0–0 in goals, Boca qualified by penalty shoot-out.[6]